# Освајачи олимпијских медаља у атлетици — штафета 4 × 100 метара за мушкарце
Освајачи олимпијских медаља у атлетици за мушкарце у дисциплини штафета 4 × 100 метара приказани су у следећој табели, а резултати су дати у секундама. Ова дисциплина је на програму од Олимпијских игара 1912.
| Олимпијске игре             | Злато                                                                                        | Злато               | Сребро                                                                                                 | Сребро   | Бронза                                                                                   | Бронза |
| --------------------------- | -------------------------------------------------------------------------------------------- | ------------------- | --- | -------- | ---------------------------------------------------------------------------------------- | ------ |
| Стокхолм 1912. детаљи       | Уједињено Краљевство · Дејвид Џекобс · Хенри Мекинтош · Виктор Дарси · Вили Еплгарт          | 42,04               | Шведска · Иван Мелер · Шарл Лутер · Туре Персон · Кнут Линдберг                                        | 42,06    | није додељена                                                                            |        |
| Антверпен 1920. детаљи      | САД Чарли Падок Џексон Шолц Лорен Марчисон Морис Керкси                                      | 42,2                | Француска · Рене Лорен · Рене Тирар · René Mourlon · Émile Ali-Khan                                    | 42,5     | Шведска · Agne Holmström · William Pettersson · Свен Малм · Nils Sandström               | 42,8   |
| Париз 1924. детаљи          | САД Лорен Марчисон Луис Кларк Френк Хаси, Алфред Лекони                                      | 41,0 СР, ОР         | Уједињено Краљевство · Харолд Абрахам · Волтер Рејнџли · William Nichol · Lancelot Royle               | 41,2     | Холандија · Jan de Vries · Jacob Boot · Henricus Broos · Marinus van den Berge           | 41,8   |
| Амстердам 1928. детаљи      | САД Френк Вајкоф Џејмс Квин Чарлс Бора Хенри Расел                                           | 41,0 = СР, = ОР     | Немачка · Georg Lammers · Richard Corts · Hubert Houben · Helmut Körnig                                | 41,2     | Уједињено Краљевство · Cyril Gill · Teddy Smouha · Волтер Рејнџли · Џек Лондон           | 41,8   |
| Лос Анђелес 1932. детаљи    | САД Роберт Кејзел, Хектор Дајер Емет Топино Френк Вајкоф                                     | 40,0 (40,01) СР, ОР | Немачка · Friedrich Hendrix · Ерих Борхмајер · Артур Јонат · Helmut Körnig                             | 40,9     | Краљевина Италија Ђузепе Кастели Gabriele Salviati Ruggero Maregatti Edgardo Toetti      | 41,2   |
| Берлин 1936. детаљи         | САД Џеси Овенс Ралф Меткалф Фој Дрејпер Френк Вајкоф                                         | 39,8 СР             | Краљевина Италија Орацио Маријани Ђани Калдана Елио Рањи Тулио Гонели                                  | 41,13    | Немачка Wilhelm Leichum Ерих Борхмајер Ервин Гилмајстер Герд Хорнбергер                  | 41,30  |
| Лондон 1948. детаљи         | САД Барни Јуел Лорензо Рајт Харисон Дилард Мел Патон                                         | 40,6                | Уједињено Краљевство · Џон Арчер · Џон Грегори · Alistair McCorquodale · Кенет Џоунс                   | 41,3     | Италија · Микеле Тито · Енрико Перукони · Антонио Сиди · Карло Монти                     | 41,5   |
| Хелсинки 1952. детаљи       | САД · Дин Смит · Харисон Дилард · Линди Ремиџино · Енди Стенфилд                             | 40,26               | Совјетски Савез · Борис Токарјев · Levan Kalyayev · Levan Sanadze · Владимир Сухарјев                  | 40,58    | Мађарска · Ласло Заранди · Геза Варажди · Ђерђ Чањи · Бела Голдовањи                     | 40,83  |
| Мелбурн 1956. детаљи        | САД · Ајра Мерчисон · Лимон Кинг · Тејн Бејкер · Боби Џо Мороу                               | 39,50 (39,60) СР    | Совјетски Савез · Leonid Bartenyev · Борис Токарјев · Јуриј Коновалов · Vladimir Sukharyev             | 39,93    | ЕУА Lothar Knörzer Leonhard Pohl Heinz Fütterer Manfred Germar                           | 40,34  |
| Рим 1960. детаљи            | ЕУА Бернд Кулман Армин Хари Валтер Малендорф, Мартин Лауер                                   | 39,50 (39,66) = СР  | Совјетски Савез · Gusman Kosanov · Leonid Bartenyev · Јуриј Коновалов · Edvin Ozolins                  | 40,24    | Уједињено Краљевство · Peter Radford · David Jones · David Segal · Neville Whitehead     | 40,32  |
| Токио 1964. детаљи          | Сједињене Државе · Otis Drayton · Џералд Ешворт · Ричард Стебинс · Роберт Хејз               | 39,0 СР             | Пољска · Andrzej Zielinski · Wieslaw Maniak · Marian Foik · Marian Dudziak                             | 39,36    | Француска · Paul Genevay · Bernard Laidebeur · Claude Piquemal · Jocelyn Delecour        | 39,36  |
| Мексико сити 1968. детаљи   | Сједињене Државе · Чарлс Грин · Мелвин Пендер · Рони Реј Смит, · Џим Хајнс                   | 38,24 СР            | Куба · Hermes Ramírez · Juan Morales · Pablo Montes · Enrique Figuerola                                | 38,40    | Француска · Gérard Fénouil · Jocelyn Delecour · Claude Piquemal · Roger Bambuck          | 38,43  |
| Минхен 1972. детаљи         | Сједињене Државе · Лари Блек · Роберт Тејлор · Џералд Тинкер · Едвард Харт                   | 38,19 СР            | Совјетски Савез · Александар Корнељук · Vladimir Lovetsky · Juris Silovs · Валериј Борзов              | 38,50    | Западна Немачка Jobst Hirscht Karlheinz Klotz Gerhard Wucherer Klaus Ehl                 | 38,79  |
| Монтреал 1976. детаљи       | Сједињене Државе · Харви Гланс, · Џон Весли Џоунс, · Милард Хемптон · Стивен Ридик           | 38,33               | Источна Немачка · Манфред Кокот · Jörg Pfeifer · Klaus-Dieter Kurrat · Alexander Thieme                | 38,66    | Совјетски Савез · Aleksandr Aksinin · Nikolay Kolesnikov · Juris Silovs · Валериј Борзов | 38,78  |
| Москва 1980. детаљи         | Совјетски Савез · Vladimir Muravyov · Nikolay Sidorov · Aleksandr Aksinin · Андреј Прокофјев | 38,26               | Пољска · Krysztof Zwolinski · Zenon Licznerski · Leszek Dunecki · Marian Woronin                       | 38,33    | Француска · Antoine Richard · Паскал Баре · Патрик Баре · Hermann Panzo                  | 38,53  |
| Лос Анђелес 1984. детаљи    | Сједињене Државе · Сем Гради · Рон Браун · Калвин Смит · Карл Луис                           | 37,83 СР            | Јамајка · Albert Lawrence · Greg Meghoo · Don Quarrie · Raymond Stewart                                | 38,62    | Канада · Бен Џонсон · Tony Sharpe · Десај Вилијамс · Sterling Hinds                      | 38,70  |
| Сеул 1988. детаљи           | Совјетски Савез · Виктор Бризгин · Власдимир Крилов · Владимир Муравјов · Виталиј Савин      | 38,19               | Уједињено Краљевство · Elliot Bunney · John Regis · Michael McFarlane · Линфорд Кристи                 | 38,29    | Француска · Бруно Маре-Росе · Данијел Сангума · Gilles Quenehervé · Max Morinière        | 38,40  |
| Барселона 1992. детаљи      | Сједињене Државе · Мајкл Марш · Лирој Барел · Денис Мичел · Карл Луис                        | 37,40 СР            | Нигерија · Oluyemi Kayode · Chidi Imoh · Olapade Adeniken · Davidson Ezinwa                            | 37,98    | Куба · Andrés Simon Gomez · Joël Lamela · Joël Isasi · Jorge Luis Aguilera               | 38,00  |
| Атланта 1996. детаљи        | Канада · Роберт Есми · Гленрој Гилберт · Брини Сирен · Донован Бејли                         | 37,69               | Сједињене Државе · Џон Драмонд · Tim Harden · Мајкл Марш · Денис Мичел                                 | 38,05    | Бразил · Арналдо да Силва · Робсон да Силва · Едсон Рибеиро · Андре да Силва             | 38,41  |
| Сиднеј 2000. детаљи         | Сједињене Државе · Џон Драмонд · Бернард Вилијамс · Брајан Луис, · Морис Грин                | 37,61               | Бразил · Висенте да Лима, · Едсон Рибеиро · Андре да Силва · Claudinei da Silva                        | 37,90    | Куба · Луис Алберто Перез · Иван Гарсија · Фреди Мајола · Хосе Анхел Сезар               | 38,04  |
| Атина 2004. детаљи          | Уједињено Краљевство · Џејсон Гарднер · Дарен Кембел, · Марлон Девониш · Марк Луис-Френсис   | 38,07               | Сједињене Државе · Шон Крафорд · Џастин Гатлин · Коби Милер · Морис Грин                               | 38,08    | Нигерија · Олусоџи Фасуба · Учена Емедолу · Арон Егбеле · Deji Aliu                      | 38,23  |
| Пекинг 2008. детаљи         | Јамајка · Неста Картер · Мајкл Фрајтер · Јусејн Болт · Асафа Пауел · Двајт Томас*            | 37,10 СР            | Тринидад и Тобаго · Кестон Бледман · Марк Бернс · Емануел Календер · Ричард Томпсон · Aaron Armstrong* | 38,06    | Јапан · Наоки Цукахара · Шинго Суецугу · Шинџи Такахираa · Nobuharu Asahara              | 38,15  |
| Лондон 2012. детаљи         | Јамајка · Неста Картер · Мајкл Фрајтер · Јохан Блејк · Јусејн Болт · Кемар Бејли Кол*        | 36,84 СР, ОР        | Тринидад и Тобаго · Кестон Бледман · Марк Бернс · Емануел Календер · Ричард Томпсон · Aaron Armstrong* | 38,12    | Француска · Жими Вико · Кристоф Леметр · Пјер-Алекси Песоно · Ролан Поњон                | 38,16  |
| Рио де Жанеиро 2016. детаљи | Јамајка · Асафа Пауел · Јохан Блејк · Никел Ашмид · Јусејн Болт · Кемар Бејли Кол*           | 37,27               | Јапан · Рјота Јамагата · Шота Изука · Јошиде Кирју · Асука Кембриџ                                     | 37,60    | Канада · Аким Хејнз · Ерон Браун · Брендон Родни · Андре де Грас · Моболаде Аџомале*     | 37,64  |
| Токио 2020. детаљи          | Италија · Лоренцо Пата · Марсел Џејкобс · Фаусто Десалу · Филипо Торту                       | 37,50               | Канада · Ерон Браун · Џером Блејк · Брендон Родни · Андре де Грас                                      | 37,70    | Кина · Танг Сингћјанг · Сије Женје · Су Бингтијан · Ву Жићијанг                          | 37,79  |
| Париз 2024. детаљи          | Канада · Ерон Браун · Џером Блејк · Брендон Родни · Андре де Грас                            | 37,50               | Јужноафричка Република · Бајанда Валаза · Шон Масвангањи · Бредли Нкоана · Акани Симбине               | 37,57 АР | Уједињено Краљевство · Џеремаја Азу · Луи Хинклиф · Нетенијел Мичел-Блејк · Зарнел Јуз   | 37,61  |
| Лос Анђелес 2028.           |                                                                                              |                     | |          |                                                                                          |        |

- Атлетичари који нису учествовали у финалној трци, а допринели су уласку у финале штафета које су освојиле медаље.

### Биланс медаља
| Ранг | Држава                 | Злато | Сребро | Бронза | Укупно |
| 1    | Сједињене Државе       | 15    | 3      | 0      | 18     |
| 2    | Совјетски Савез        | 2     | 4      | 1      | 7      |
| 3    | Уједињено Краљевство   | 2     | 3      | 2      | 7      |
| 4    | Канада                 | 2     | 1      | 1      | 4      |
| 5    | Јамајка                | 2     | 1      | 0      | 3      |
| 6    | ЕУА                    | 1     | 0      | 1      | 2      |
| 7    | Италија                | 1     | 0      | 0      | 1      |
| 8    | Немачка                | 0     | 2      | 0      | 2      |
| 8    | Пољска                 | 0     | 2      | 0      | 2      |
| 10   | Француска              | 0     | 1      | 4      | 5      |
| 11   | Италија                | 0     | 1      | 2      | 3      |
| 11   | Куба                   | 0     | 1      | 2      | 3      |
| 13   | Шведска                | 0     | 1      | 1      | 2      |
| 13   | Бразил                 | 0     | 1      | 1      | 2      |
| 13   | Нигерија               | 0     | 1      | 1      | 2      |
| 13   | Тринидад и Тобаго      | 0     | 1      | 1      | 2      |
| 17   | Источна Немачка        | 0     | 1      | 0      | 1      |
| 17   | Јужноафричка Република | 0     | 1      | 0      | 1      |
| 19   | Јапан                  | 0     | 0      | 1      | 1      |
| 19   | Холандија              | 0     | 0      | 1      | 1      |
| 19   | Мађарска               | 0     | 0      | 1      | 1      |
| 19   | Западна Немачка        | 0     | 0      | 1      | 1      |
| 19   | Трећи рајх             | 0     | 0      | 1      | 1      |
| 19   | Кина                   | 0     | 0      | 1      | 1      |
|      | Укупно 24 земље        | 24    | 24     | 23     | 71     |